# Spider-Man: Shattered Dimensions
Spider-Man: Shattered Dimensions è un videogioco uscito nel 2010 e pubblicato da Activision che vede come protagonista 4 versioni dell'Uomo Ragno (Amazing, Noir, Ultimate e 2099), eroe dei fumetti Marvel.

## Trama
Durante un combattimento tra Spider-Man (l'Amazing dell'universo classico) e Mysterio, un reperto denominato "Tavola dell'Ordine e del Caos" va in frantumi, cominciando a causare disastri nelle varie realtà dell'Universo Marvel. Saputo questo, Madame Web convoca, oltre a lui, altri tre Spider-Man da ognuna delle rispettive dimensioni, ossia Noir (Spider-Man dell'universo Marvel Noir, ambientato nel 1933), 2099 (Spider-Man dell'omonimo anno) e la versione di Spider-Man dell'Ultimate Universe, e ordina a tutti loro di recuperare i frammenti della tavola nella propria dimensione. Sfortunatamente, il malvagio Mysterio, fuggito con uno dei frammenti della tavola assorbendone il potere, trova il nascondiglio di Madame Web e minaccia Spider-Man di ucciderla per avere i restanti frammenti della tavola.
I quattro differenti Spider-Man incontreranno alcuni loro classici nemici che, con i frammenti della tavola, hanno potenziato le loro abilità e le loro capacità:
- Lo Spider-Man della dimensione Amazing affronterà Kraven, Uomo Sabbia e Juggernaut.
- Spider-Man Noir affronterà invece Hammerhead, Vulture e Goblin.
- Gli avversari di Ultimate Spider-Man sono Electro, Deadpool e Carnage.
- Spider-Man 2099, infine, verrà sfidato da Hobgoblin, lo Scorpione e una versione femminile del Dottor Octopus.

Dopo aver riportato a Mysterio tutti i frammenti, quest'ultimo acquisirà potere su tutte le dimensioni esistenti, ma fortunatamente tutti e quattro gli Spider-Man riescono a impedire la distruzione dei propri universi togliendo il potere della tavola a Mysterio con le loro incredibili capacità e riportando tutto alla normalità.

## Modalità di gioco
Il gioco è un'avventura dinamica in terza persona, e, a differenza degli altri giochi Spider-Man, non possiede la caratteristica open-world, bensì una storia divisa in 14 livelli, che permettono ciascuno di controllare una della quattro versione di Spider-Man, ovvero Amazing, Noir, 2099 e Ultimate, con il tutorial e il boss finale che obbligano il controllo di tutti i quattro gli Uomini Ragno uno alla volta. Ogni livello ruota intorno alle abilità di Spider-Man, consentendo al giocatore di oscillare con le ragnatele, aggrapparsi a qualunque superficie, usare il senso di ragno per captare potenziali minacce e combattere numerosi tipi di nemici. Il gioco offre un grande set di mosse, potenziabili tramite punti ottenibili sconfiggendo nemici e completando varie sfide nella "Tela del Destino"; è possibile usare i punti anche per acquistare delle tute alternative, che cambiano le loro abilità in meglio o in peggio, compresa la Tuta Cosmica, comune per tutti i quattro Spider-Man.
Il gioco contiene numerosi supercattivi dei fumetti, che il giocatore affronta nelle boss battle, solitamente due volte nel livello; nella seconda battaglia, il boss è più forte e difficile da battere a causa del frammento della Tavola dell'Ordine e del Caos, fulcro della storia del gioco. Durante alcune parti specifiche, il gioco si sposta nella prospettiva in prima persona, dove il giocatore può usare le levette analogiche (o il Wiimote e Nunchik per la Wii) per prendere a pugni il boss e schivare i loro attacchi. I boss sono spesso accompagnati da accoliti, che variano di cattivo in cattivo, ma fanno eccezione totale i nemici minori nei livelli Noir, che contiene gangsters generici, e parziale quelli nei livelli 2099, che contengono sia nemici al servizio dei boss di quella dimensione che soldati dell'Occhio Pubblico, una fazione a sé stante, e nei livelli Amazing, nel quale uno dei livelli contiene mercenari al soldo di Silver Sable che danno la caccia sia allo Spider-Man Amazing che al Fenomeno/Juggernaut.
Ogni Spider-Man ha il proprio stile di gameplay e combattimento:
- Quello dell'universo Amazing è incentrato sul combattimento e usa una combinazione di attacchi da mischia e ragnatele, mischiando insieme combattimento ravvicinato e a distanza e può anche creare armi dall'ambiente o dalle sue stesse ragnatele per infliggere danni maggiori.
- Quello dell'universo Noir si incentra sullo stile stealth, che impone al giocatore di mettere fuori gioco i nemici silenziosamente rimanendo fuori dalla loro visuale e dalle fonti di luce; lo stesso Spider-Man Noir infligge meno danni degli altri e i nemici sono anche più difficili da battere.
- Quello dell'universo 2099 mescola il combattimento ravvicinato con quello acrobatico, contiene segmenti di caduta libera dove Spider-Man deve evitare gli ostacoli e Miguel O'Hara possiede anche una "visione accelerata", che si ricarica sconfiggendo i nemici e permettere di rallentare il tempo, permettendogli di schivare gli attacchi e sconfiggere gli scagnozzi più facilmente.
- Quello dell'universo Ultimate è il più incentrato sul combattimento e il Peter Parker in questione è obbligato a usare la tuta simbionte per tutto il gioco; grazie a questo potere, amplificato da Madame Web, questo Spider-Man può creare spine e tentacoli di simbionte e può anche scatenarsi al completo tramite una barra "furia", che si ricarica sconfiggendo i nemici e incrementa esponenzialmente il danno inflitto.

La versione Nintendo DS è assai diversa da quella per PC e console:
- A differenza delle altre versioni, la versione DS è un picchiaduro a scorrimento.
- Lo Spider-Man Ultimate è stato rimosso e gli altri tre sono controllati in maniera poco diversa.
- Vi sono solo due boss per universo, completamente diversi da quelli per console e PC.

## Personaggi
| Personaggi                                                    | Personaggi               | Personaggi         | Personaggi                     | Personaggi | Personaggi | Personaggi | Personaggi |
| Universo Amazing                                              | Universo Noir            | Universo 2099      | Universo Ultimate              |            |            |            |            |
| ------------------------------------------------------------- | ------------------------ | ------------------ | ------------------------------ | ---------- | ---------- | ---------- | ---------- |
| Uomo Ragno                                                    | Spider-Man Noir          | Uomo Ragno 2099    | Ultimate Spider-Man            |            |            |            |            |
| Costumi alternativi                                           |                          |                    |                                |            |            |            |            |
| Uomo Busta                                                    | Spider-Man Zona negativa | Armored Spider-Man | Costume a prova di elettricità |            |            |            |            |
| Ragno Rosso                                                   | Concept Costume Noir     | Costume Flipside   | Spider-Man Mangaverse          |            |            |            |            |
| Costume Guerra segreta                                        | Costume 1602             | Iron Spider-Man    | Costume Ultimate               |            |            |            |            |
| Uomo Ragno Cosmico (disponibile solo tramite pre-ordinazione) |                          |                    |                                |            |            |            |            |
| Boss nemici                                                   |                          |                    |                                |            |            |            |            |
| Uomo Sabbia                                                   | Testa di martello        | Hobgoblin          | Carnage                        |            |            |            |            |
| Il Fenomeno                                                   | Avvoltoio                | Dottor Octopus     | Deadpool                       |            |            |            |            |
| Kraven                                                        | Goblin                   | Scorpione          | Electro                        |            |            |            |            |
| Mysterio                                                      | BoomerangNDS             | SilvermaneNDS      |                                |            |            |            |            |
| ElectroNDS                                                    | CalypsoNDS               | AvvoltoioNDS       |                                |            |            |            |            |
| Altri personaggi                                              |                          |                    |                                |            |            |            |            |
| Madame Web                                                    | I Duri                   | Occhio Pubblico    | S.H.I.E.L.D.                   |            |            |            |            |
| Silver Sable                                                  |                          |                    | Ammazzaragni                   |            |            |            |            |

NDS contenuto disponibile solo per Nintendo DS.
Le versioni 2099 di Hobgoblin e del Dottor Octopus e quelle Noir di Testa di martello e Goblin sono versioni originali create per il gioco, così come anche Boomerang e Calypso in versione Noir e Silvermane in versione 2099, questi ultimi esclusivi per la versione DS. In particolare, la versione 2099 del Dottor Octopus è una donna e ha sei braccia metalliche.

## Accoglienza
| Testata                                 | Versione | Giudizio |
| --------------------------------------- | -------- | -------- |
| Metacritic (media al 13 settembre 2021) | DS       | 73/100   |
| Metacritic (media al 13 settembre 2021) | PS3      | 74/100   |
| Metacritic (media al 13 settembre 2021) | Wii      | 75/100   |
| Metacritic (media al 13 settembre 2021) | X360     | 76/100   |
| Metacritic (media al 13 settembre 2021) | PC       | 68/100   |
| Destructoid                             | PS3      | 6/10     |
| Eurogamer                               | PS3      | 7/10     |
| Game Informer                           | PS3      | 8.5/10   |
| GamePro                                 | PS3      | [ 9 ]    |
| GameRevolution                          | PS3      | B        |
| GameRevolution                          | X360     | B        |
| GameSpot                                | PS3      | 7.5/10   |
| GameSpot                                | X360     | 7.5/10   |
| GameTrailers                            | X360     | 7/10     |
| GameZone                                | PS3      | 8/10     |
| GameZone                                | DS       | 7.5/10   |
| IGN                                     | PS3      | 8/10     |
| IGN                                     | X360     | 8/10     |
| IGN                                     | Wii      | 7.5/10   |
| IGN                                     | DS       | 7.5/10   |
| Joystiq                                 | Tutte    | [ 19 ]   |
| Nintendo Power                          | Wii      | 8/10     |
| Nintendo Power                          | DS       | 7/10     |
| Official Xbox Magazine (US)             | X360     | 7.5/10   |
| PC Gamer (US)                           | PC       | 50%      |
| X-Play                                  | X360     | [ 23 ]   |
| X-Play                                  | PS3      | [ 23 ]   |
| 1UP.com                                 | Tutte    | B        |
| The A.V. Club                           | X360     | B+       |
| The Escapist                            | X360     | [ 26 ]   |

Il gioco ha ricevuto un'accoglienza positiva dalla critica. Metacritic ha votato 73 su 100 la versione DS, 74 su 100 quella PlayStation 3, 76 su 100 quella Xbox 360, 75 su 100 quella Wii, e 68 su 100 quella PC.
Il sito web IGN ha dato alle versioni PlayStation 3 e Xbox 360 un punteggio di 8/10, dichiarando: "Spider-Man: Shattered Dimensions è sostenuto da molte grandi cose"; la versione Wii ha avuto sorte simile, con un 7.5/10, con la telecamera a volte volubile come sostanziale differenza. Game Informer lo ha votato 8.5/10, dichiarando: "ti manda in un viaggio dinamico senza fine con qualcosa di nuovo dietro ogni angolo." GamesRadar lo ha votato tre stelle e mezza su cinque, dichiarando: "Shattered Dimensions è un bel gioco, ma non è stato all'altezza di un Ultimate Marvel Team-Up." GamePro ha dato quattro stelle e mezza su cinque alla versione per Xbox 360, dichiarando: "per fortuna, l'ultima avventura [di Spider-Man], Shattered Dimensions, è una delle sue migliori finora, e offre mondi unici, la classica azione di Spidey, e una storia sfiziosa che raggiunge quasi il top del franchise in termini sia di qualità che di impatto." X-Play lo ha votato quattro stelle e mezza su cinque, dichiarando: "razionalizza i soliti simboli del genere per concentrarsi sul combattimento e sulla personalità. È vero che il gameplay lineare e il combattimento vecchia scuola non lo mette al pari con Arkham Asylum, ma il gioco raggiunge comunque il successo. È divertente, rapido e abbastanza lungo da farvi dare un'occhiata." 1UP.com lo ha votato con una B, dichiarando: "il cambio nelle opzioni di combattimento è un'aggiunta benvenuta. Vorrei solo che la storia fosse servita sull'eredità dei fumetti di uno dei migliori eroi della Marvel."
La rivista The A.V. Club ha dato alla versione Xbox 360 una B+ e dichiarato: "pieno di momenti memorabili tipo Remember when you outran that wave of sand?, Shattered Dimensions è meno letterario e artistico di Batman: Arkham Asylum, ma è molto più divertente." The Daily Telegraph lo ha votato 7/10, dichiarando: "il combattimento, ed è meglio notare che compone la maggioranza del gioco, è superbo. Pur non essendo molto profondo o congeniale, è immensamente grato, come anche le sezioni in prima persona che esistono solamente per, esatto, farti prendere a pugni le cose in faccia." La rivista The Escapist ha votato la Xbox 360 tre stelle su cinque, dichiarando: "parti creative e un concetto magnifico possono solo ripetere una struttura ripetitiva per poco, e le sezioni stealth che vi si aggiungono sono un po' frustranti."
La versione Nintendo DS ha avuto sorte più contrastante. IGN e Digital Chumps ne hanno lodato le visuali; i primi le hanno ritenute autentiche per il fumentto, mentre i secondi ne hanno lodate le animazioni leggere e dettagliate. I recensori hanno ritenuto godibile e degno del DS anche lo stile di gioco 2.5D Metroid. Anche il sonoro e il doppiaggio sono stati lodati. Alcuni lo hanno ritenuto troppo breve, e poco concentrato sull'esplorazione open-world.

## Sequel
In data 31 marzo 2011 Activision e Marvel hanno annunciato un sequel sviluppato da Beenox dal titolo Spider-Man: Edge of Time, qui, stavolta ci sono solo due arrampicamuri: Amazing Spider-Man e Spider-Man 2099 per cercare di rimediare i danni temporali per causa/effetto. Il Gioco venne pubblicato in Europa il 14 ottobre 2011 per la console Xbox 360, PlayStation 3, Wii e Nintendo 3DS.
Il file di salvataggio di questo gioco sblocca vari costumi di Spider-Man nel gioco Spider-Man: Edge of Time.